# Battaglione mormone
Il Battaglione mormone fu l'unica unità basata sulla religione nella storia militare degli Stati Uniti, e prestò servizio dal luglio 1846 al luglio   1847 durante la guerra messico-statunitense. Il battaglione era un'unità di volontari di circa 500 uomini dei Santi degli ultimi giorni guidata da ufficiali di compagnia mormoni, comandata da ufficiali dell'esercito statunitense regolare. Durante il suo servizio, il battaglione fece un'estenuante marcia da Council Bluffs  (nell'Iowa) a San Diego (in California). 

La marcia e il servizio del battaglione contribuì ad aiutare gli Stati Uniti a proteggere nuove terre in molti stati occidentali, soprattutto l'Acquisto Gadsden del 1853 di molta dell'Arizona meridionale. La marcia inoltre aprì una strada meridionale per carri verso la California. I veterani del battaglione ebbero un ruolo significativo nell'espansione americana verso ovest in California, Utah, Arizona e altre parti del West.